# ستان فرانكل
ستان فرانكل (بالإنجليزية: Stan Frankel)‏‏ (1919 - مايو 1978) هو عالم حاسوب وفيزياء أمريكي. بدأ دراسته في جامعة روتشستر، وحصل على شهادة الدكتوراه من جامعة كاليفورنيا. وتتلمذ على يد العالم الفيزيائي روبرت أوبنهايمر. وساعد فرانكل على تطوير التقنيات الحسابية المستخدمة في البحوث النووية التي جرت أثناء الحرب العالمية الثانية. وانضم إلى القسم النظري لمشروع مانهاتن في لوس ألاموس في عام 1943.